# Göran Forsell
Nils Göran Pontus Forsell, född 2 april 1929 i Risinge församling, Östergötlands län, död 14 juli 2010 i Stockholms domkyrkoförsamling, var en svensk företagsledare.
Göran Forsell var son till sångerskan Zarah Leander i hennes äktenskap med skådespelaren Nils Leander, men adopterades av hennes andre make Vidar Forsell, som var son till operasångaren John Forsell.
Göran Forsell tog studenten 1949 och anställdes inom Bonnierkoncernen 1954. Han var VD i AB Billingsfors-Långed med dotterbolag 1965–1972 men fick flytta från herrgården och bedrev sedan egen verksamhet i Stockholm. 1977 blev han diplomerad IHR:are (DIHR).
Åren 1955–1973 var han gift med Charlotte Bonnier (1932–2016), som var dotter till bokförläggare Albert Bonnier Jr. och Birgit, född Flodquist. Han hade två barn, båda i äktenskapet.